# Batalla de Luzzara
La Batalla de Luzzara se libró el 15 de agosto de 1702 en el marco de la guerra de sucesión española entre las tropas austriacas, comandadas por Eugenio de Saboya, y las franco-españolas al mando del Duque de Vendôme. Los austriacos impidieron la unión de los ejércitos en los que se habían dividido las fuerzas franco-españolas. 

## Antecedentes
Felipe V, que a la sazón contaba 19 años de edad, había llegado a Cremona el 12 de julio al mando de un pequeño contingente de unos 2.000 soldados para defender las posesiones que tenía España en Italia, y se unió al ejército francés, que disponía de unos 30.000 hombres a las órdenes del Duque de Vendôme, a los que se agregó igualmente el destacamento que mandaba el Príncipe de Vaudémont, gobernador del Rey de España en el Milanesado.
El ejército imperial era algo menos numeroso. Las tropas aliadas vencieron a los austríacos en la batalla de Santa Vittoria el 26 de julio en Gualtieri. Pudiendo tomar Guastalla, Borgoforte y Modena el 1 de agosto, teniendo que huir el duque Reinaldo III de Este a Bolonia. 

## La batalla
El Duque de Saint-Simon narra en sus "Memorias" que los dos ejércitos se acercaron el 15 de agosto de 1702 hacia las 4 de la tarde a un lado y otro de un dique junto al río Po, al parecer sin percatarse de la presencia del otro. Según otros autores, el Príncipe Eugenio de Saboya - amante de la sorpresa - llegó el primero para tender una emboscada al enemigo.
Aunque no se sabe cuál de los dos ejércitos abrió el fuego, parece claro que las fuerzas francesas tuvieron que luchar en orden de marcha y no en orden de batalla. El combate fue muy violento y la caída de la noche interrumpió las hostilidades, que ambos campos aprovecharon para fortificar sus posiciones.

## Consecuencias
El resultado de la batalla fue incierto. Tanto en Viena como en París se celebraron misas en agradecimiento por la victoria que se atribuyeron los dos bandos.
Después del combate, ambos ejércitos permanecieron en las cercanías el uno del otro, los austriacos abandonaron el asedio de Mantua y los franceses, al aproximarse la época invernal, abandonaron la región el 4 de noviembre de 1702, poniendo así fin a la campaña de ese año. El frente se estabilizó hasta que en la primavera de 1705 los franceses iniciaron una ofensiva ocupando Revere y asediando Mirandola desde el 15 de abril hasta su toma el 10 de mayo.
- Datos: Q700316
- Multimedia: Battle of Luzzara / Q700316